# Mulona barnesi
Mulona barnesi är en fjärilsart som beskrevs av William D. Field 1952. Mulona barnesi ingår i släktet Mulona och familjen björnspinnare. Inga underarter finns listade i Catalogue of Life.